# 楊伯柯
楊伯柯（1552年—？），字直甫，號謙益，直隸大河衛人，軍籍，明朝政治人物。

## 生平
癸酉鄉試八十二名，萬曆十四年（1586年）丙戌科會試二百四名，登三甲第二百十八名進士。工部观政。历官至汾州府同知，三十五年二月考察以不謹閑住。

## 家族
曾祖楊政；祖父楊瀛；父楊憲，曾任生員、乡志孝子。母相氏。永感下。兄伯蔭、伯蓁。弟伯萃、伯莳、伯藴（生员）、伯荷（生员）、伯苞、伯楷。